# مركز بيث إسرائيل ديكونيس الطبي
مركز بيث إسرائيل ديكونيس الطبي (Beth Israel Deaconess Medical Center) اختصارً (BIDMC) في بوسطن، ماساتشوستس هو مشفى تعليمي في كلية الطب بجامعة هارفارد. تم تشكيله عام 1996، من اندماج «مستشفى بيث إسرائيل» (Beth Israel) (تأسست عام 1916) و«مستشفى نيو إنغلاند» (New England Deaconess) (تأسست عام 1896). من بين المستشفيات التعليمية المستقلة، يحتل مركز بيث إسرائيل ديكونيس الطبي باستمرار المرتبة الأولى بين المستفيدين الثلاثة الأوائل لتمويل الأبحاث الطبية الحيوية من معاهد الصحة الوطنية الأمريكية. يبلغ إجمالي تمويل البحث 200 مليون دولار سنويًا. يدير باحثو المركز أكثر من 850 مشروعًا برعاية نشطة و 200 تجربة إكلينيكية.] يقع مركز هارفارد ثورندايك للأبحاث السريرية العامة في هذا الموقع منذ عام 1973، وهو أقدم معمل أبحاث سريرية في الولايات المتحدة.

## روابط خارجية
- مركز بيث إسرائيل ديكونيس الطبي